# Kindral Kurvits
Die Kindral Kurvits (Kennung: PVL-101 / P6731) ist ein Hochseepatrouillen- und Schadstoffunfallbekämpfungsschiff der estnischen Marine. Das Schiff wurde zum 3. Januar 2023 zusammen mit drei weiteren Einheiten des Polizei- und Grenzschutzamtes in die Marine eingegliedert und gehört dort zur Patrull-laevade divisjon (Patrouillenschiffsabteilung).

## Geschichte
Nach dem Bau in Finnland wurde das Schiff 2012 vom estnischen Polizei- und Grenzschutzamt in Dienst gestellt. Sie wurde auf den Namen Kindral Kurvits getauft und erhielt die Registriernummer 101.
Zum 3. Januar 2023 wurden vier Schiffe des Polizei- und Grenzschutzamtes, darunter auch die Kindral Kurvits und deren Aufgaben in die Marine eingegliedert. Damit verbunden war u. a. die Übernahme der gesamten Küstenüberwachung und die Kontrolle der Seegrenzen durch die Marine. In der Folgezeit erhielt das Schiff die Registriernummer P6731.

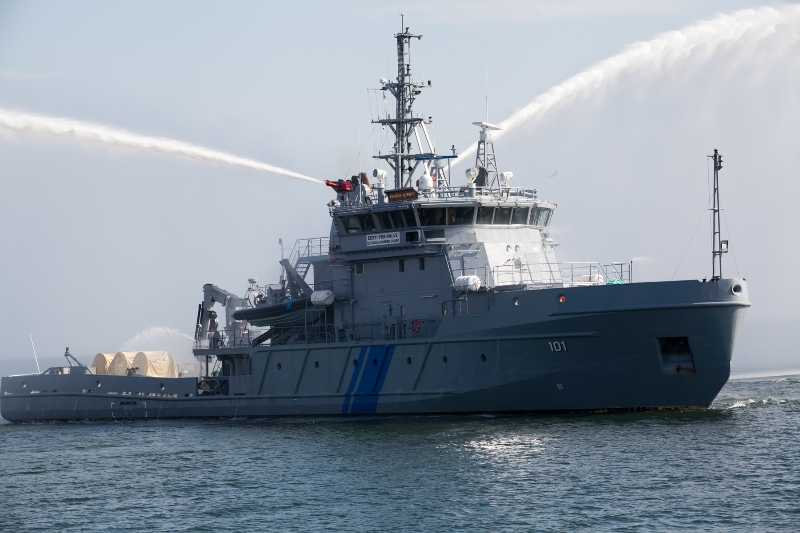
Kindral Kurvits 2013
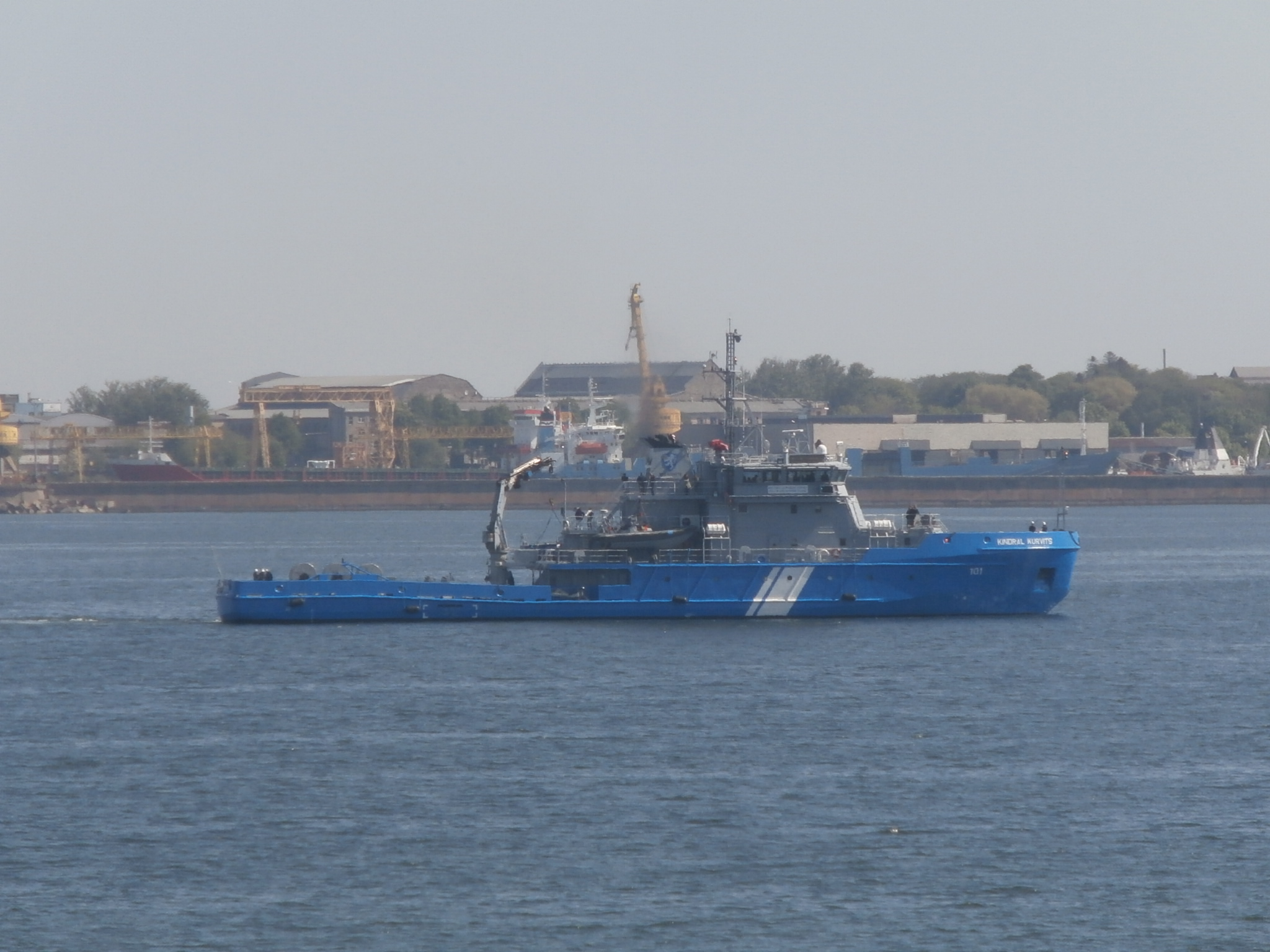
Kindral Kurvits 2016
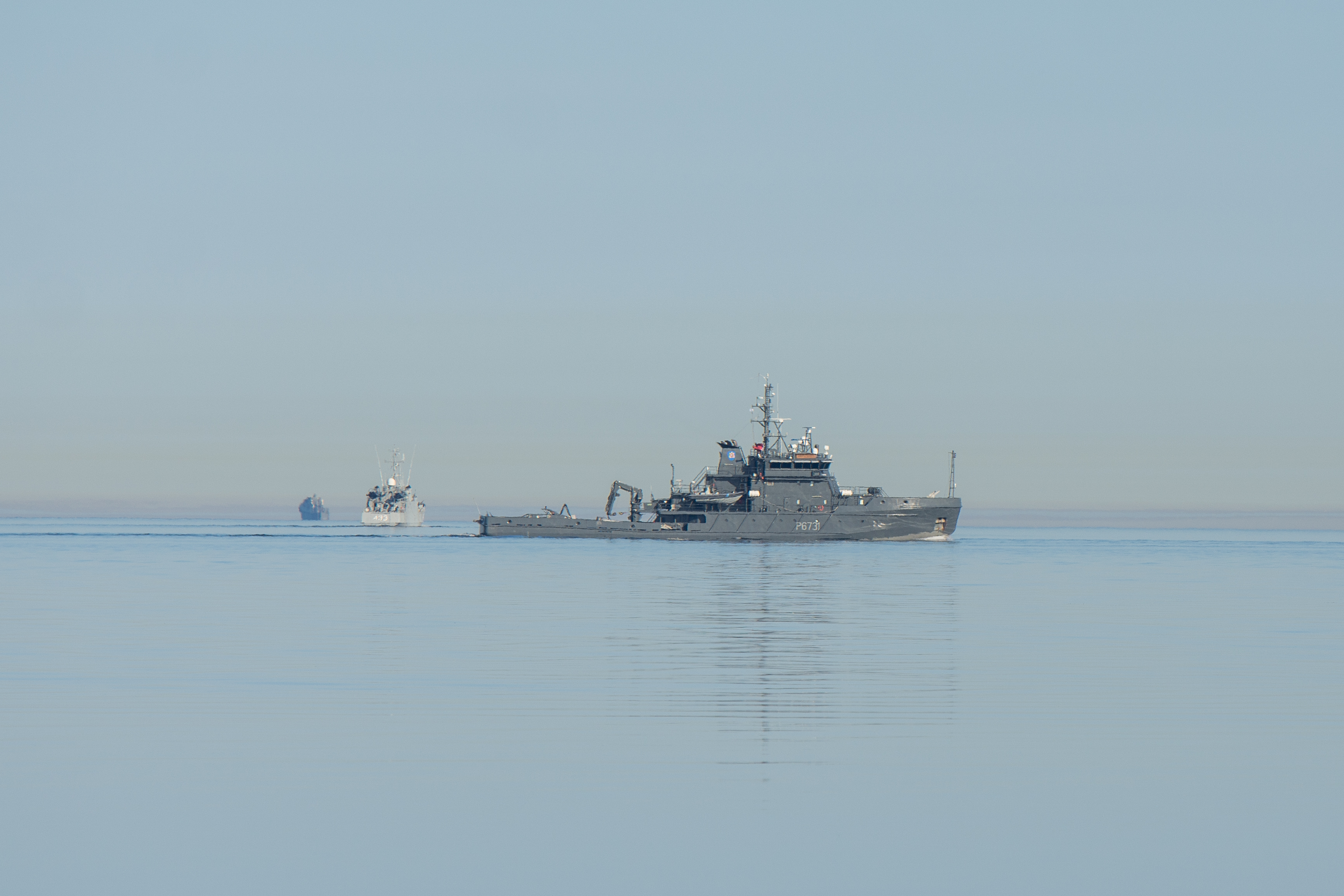
Kindral Kurvits 2024

### Aufgaben
- Patrouille
- Umweltschutz
- Hilfeleistung (technisch und logistisch)

### Schiffswappen und -motto
Das Wappen des Schiffes wurde in Anlehnung an die anderen Einheiten der estnischen Marine gestaltet. Das Schiffsmotto lautet in Latein eesti eest – auf Deutsch „für Estland“.
Im Jahr 2024 wurde ein Kooperationsvertrag zwischen der Stadt Pärnu und der Kindral Kurvits unterzeichnet. Dieser gibt dem Schiff das Recht zum Tragen des Stadtwappens von Pärnu, während man als Gegenleistung die Stadt in ausländischen Häfen vorstellt.